# HD 220035
HD 220035，又名BD-06 6191，SAO 146652、HR 8879，是一颗恒星，视星等为6.17，位于銀經73.36，銀緯-59.73，其B1900.0坐标为赤經23h 15m 31.5s，赤緯-6° -59.73′ 14″。